# دبلوماسية طبية
الدبلوماسية الطبية أو دبلوماسية الصحة العامة هي شكل من أشكال الدبلوماسية. هو تقديم المساعدة الطبية، بما في ذلك اللقاحات، أو المساعدات لغرض تعزيز الأهداف الوطنية. غالبًا ما تعتبر شكلًا من أشكال القوة الناعمة ولكن لها جوانب أعقد مختلفة.

## تاريخيًا
غالبًا ما أُطلق على الدبلوماسية الطبية المتعلقة بجائحة كوفيد-19 اسم دبلوماسية الأقنعة نظرًا لأن الأقنعة الجراحية هي السلعة الأساسية التي قد نقلت. وقد حفزت قوى عالمية جديدة لدخول هذا المجال، مثل روسيا التي أرسلت موظفين طبيين إلى إيطاليا في بداية الأزمة الحالية في مهمة سميت (من روسيا مع الحب).
تجلت دبلوماسية كوفيد-19 بشكل واضح بين الصين ودول آسيان. إطار الآسيويين + 3 الذي يضم الصين واليابان وكوريا الجنوبية.

## حسب البلد

### كوبا
الدبلوماسية الطبية هي حجر الزاوية في السياسة الخارجية الكوبية. انخرطت كوبا في الدبلوماسية الطبية منذ ستينيات القرن العشرين.

### الصين
سهل نجاح الصين المبكر في الاستجابة لوباء كوفيد-19 دبلوماسية الأقنعة. وقد عززت ملكية الصين لجزء كبير من سلسلة التوريد الطبية العالمية قدرتها على إرسال الأطباء والمعدات الطبية إلى البلدان المتضررة. وسرعان ما اتبعت الصين دبلوماسية الأقنعة بـ دبلوماسية اللقاحات. وكانت معدلات الإصابة في الصين منخفضة بما يكفي حتى تتمكن من إرسال اللقاحات إلى الخارج دون اعتراضات محلية. وكما كتب الأكاديمي سويشينغ تشاو: بمجرد ظهورها والمساعدة في سد الفجوات الهائلة في العرض العالمي، حققت الصين مكاسب.
شاركت سفينة المستشفى الصينية دايشان داو في عدد من مهام الدبلوماسية الطبية. كما صنف دعم الصين لمنظمة الصحة العالمية على أنه دبلوماسية طبية.
عرضت الصين المساعدة الصحية والاقتصادية العامة للهند استجابة لوباء كوفيد-19، على الرغم من أن الهند رفضت بناءً على طلب الولايات المتحدة.

### تايوان
انخرطت تايوان في الدبلوماسية الطبية منذ عام 1961. وبموجب سياسة التوجه الجنوبي الجديدة، تركز تايوان على توفير نقل المهارات المهنية عالية المستوى بدلًا من الرعاية الطبية المباشرة أو برامج الصحة العامة الأساسية. خلال جائحة كوفيد-19 الحالية، كثفت تايوان جهودها وتبرعت بملايين الأقنعة لحلفائها الدبلوماسيين وكذلك لأصدقائها المقربين في جميع أنحاء العالم. كما أطلقت سفينة مستشفى عبر المحيط الهادئ، لتوفير أجهزة التنفس الصناعي والأقنعة لبلدان مثل بالاو التي لم تتمكن من الحصول على المساعدة الطبية من مصادر أخرى.

### الولايات المتحدة
في الولايات المتحدة، يتم التعامل مع الدبلوماسية الطبية من خلال قسم الدبلوماسية العامة والشؤون العامة بوزارة الخارجية بالإضافة إلى مكتب الشؤون العالمية التابع لوزارة الصحة والخدمات الإنسانية. تمارس الولايات المتحدة أيضًا الدبلوماسية الطبية كجزء من دبلوماسية الدفاع.